# 1940 aux Territoires du Nord-Ouest
Chronologie des Territoires du Nord-Ouest
- 1936
- 1937
- 1938
- 1939
- 1940
- 1941
- 1942
- 1943
- 1944

Cette page concerne les événements survenus en 1940 dans le territoire canadien des Territoires du Nord-Ouest.

## Politique
- Premier ministre : Charles Camsell (Commissaire en gouvernement)
- Commissaire :
- Législature :

## Naissances
- Peter Sevoga, artiste inuit.

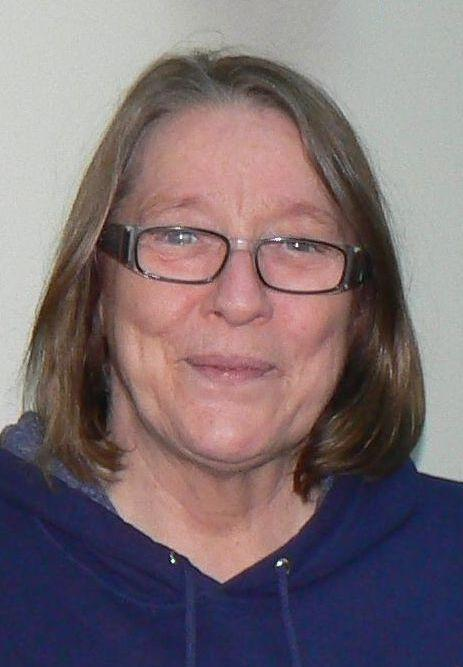
Nellie Cournoyea à Inuvik en 2006.

- 4 mars : Nellie Cournoyea, née à Aklavik, femme politique canadienne et première femme première ministre des Territoires du Nord-Ouest, de 1991 à 1995. Elle a été députée de l’ancienne circonscription territoriale de Western Arctic de 1979 à 1983, et de la circonscription de Nunakput de 1983 à 1995.